# Sebastiano Vassalli
Sebastiano Vassalli (* 24. Oktober 1941 in Genua; † 26. Juli 2015 in Casale Monferrato) war ein italienischer Schriftsteller, der zur Neoavanguardia und Gruppo 63 gehörte.

## Leben
Vassallis Eltern stammten mütterlicherseits aus der Toskana, väterlicherseits aus der Lombardei, wo er später in Novara aufwuchs. An der Universität Mailand absolvierte er ein Studium der Literatur und schloss mit B.A. bei Cesare Musatti mit der Arbeit La psicanalisi e l'arte contemporanea („Psychoanalyse und Zeitgenössische Kunst“) ab. Seine Kreativität zeigte sich zunächst in der Malerei der Richtung Pop-Art, bis er im Mai 1967 an einem Treffen der Gruppo 63 teilnahm. Von da an veröffentlichte er eine Reihe experimenteller Prosa und Gedichte, die der italienischen literarischen Bewegung Neoavanguardia zugerechnet sind. Beiträge schrieb er auch für die La Repubblica, der La Stampa und den Corriere della Sera.
Sein Roman La chimera, deutsch erschienen als Die Hexe von Novara, wurde in Italien ein Bestseller und 1990 mit dem Premio Strega und Premio Campiello ausgezeichnet. Er schildert eine Hexenverfolgung im Piemont des Mittelalters. Sein Œuvre umfasst über 20 Romane. Sie spielen oft in den Zeiten Italiens der 1960er Jahre, dem Mittelalter oder des Gegen-Faschismus. Um den historischen Kontext zu treffen und eine realistische Darstellung der sozialen Komponenten wie Religion, Politik oder Geschlechterfragen zu erreichen, betrieb er hierzu historische Forschungen. Daneben schrieb er einige Werke aus Fantasy und Science-Fiction. In fundamentalkritischen Auseinandersetzungen mit der italienischen Gesellschaft schuf er auch satirische und parodistische Werke. Autobiografischen Inhalts ist sein 2010 erschienenes Un nulla pieno di storie („Ein Nichts voller Geschichten“).
2015 war er einer der vorgeschlagenen Kandidaten für den Literatur-Nobelpreis und wurde für sein Lebenswerk erneut mit dem Premio Campiello geehrt. Er starb im gleichen Jahr 74-jährig an einem Tumor.

## Auszeichnungen
- 1985: Premio Grinzane Cavour für La notte della cometa
- 1990: Premio Strega für La chimera
- 1990: Premio Campiello für La chimera (nominiert)
- 2015: Premio Campiello für sein Lebenswerk

## Werke
- Lui (egli). (= Quaderni del Preconsolo; 7). Rebellato, Firenze/Padova 1965.
- Disfaso. (= Proposte; 1). Trevi, Roma 1968.
- Narcisso. (= Ricerca letteraria; 5). Einaudi, Torino 1968.
- Nel labirinto. Collage freddo. CDE, Novara 1968.
- Tempo di màssacro. Romanzo di centramento e sterminio. (= Letteratura; 3). Einaudi, Torino 1970.
- Il millennio che muore. (= Ricerca letteraria; 11). Einaudi, Torino 1972.
- A.A. Il libro dell’utopia ceramica. Longo, Ravenna 1974.
- Pianura. Poesia e prosa degli anni Settanta. (= Pianura; 1). Eporediese, Ivrea 1974.
- L’arrivo della lozione. Einaudi, Torino 1976.
- Brindisi. Con Giovanni Bianchi. (= Testo & contesto; 1). Il Bagatto, Bergamo 1979.
- La distanza. (= Testo & contesto; 9). Il Bagatto, Bergamo 1980.
- Abitare il vento. (= Nuovi coralli; 260). Einaudi, Torino 1980; Neuausgabe 2008.
- Mareblù. Mondadori, Milano 1982; Neuausgabe 1990.
- Ombre e destini. Poesie 1977–1981. (= Poesia contemporanea; 2). Guida, Napoli 1983.
- Arkadia. Carriere, caratteri, confraternite degli impoeti d’Italia. (= Pamphlet; 1). El Bagatt, Bergamo 1983.
- Manuale di corpo ovvero sentenze di scrittori antichi e moderni. Quaderni di Barbablù, Siena 1983.
- Il finito. (= Scritture; 3). El Bagatt, Bergamo 1984. (Mit fünf Zeichnungen von Michelangelo Pistoletto).
- La notte della cometa. Il romanzo di Dino Campana. Einaudi, Torino 1984.
- Sangue e suolo. Viaggio fra gli italiani trasparenti. Einaudi, Torino 1985.
  - Deutschsprachige Ausgabe: Die Unsichtbaren. Eine Reportage aus dem Herzen Europas. Drumlin Verlag, Weingarten 1986, ISBN 3-924027-38-2.
- Fiabe romagnole e emiliane. Mondadori, Milano 1986.
- L’alcova elettrica. Einaudi, Torino 1986.
- L’oro del mondo. Einaudi, Torino 1987; Neuausgabe mit unveröffentlichten Texten: Interlinea, Novara 2014.
  - Deutschsprachige Ausgabe: Das Gold der Welt. Roman. Piper, München/Zürich 1994, ISBN 3-492-11480-6. Aus dem Italienischen von Hermann Seidl.
- Marradi. Con Attilio Lolini. L’obliquo, Brescia 1988.
- Il neoitaliano. Le parole degli anni ottanta. Zanichelli, Bologna 1989.
- La chimera. Einaudi, Torino 1990; Mondadori, Milano 1996; Fabbri, Milano 2001. Erhielt: Premio Strega und Premio Campiello.
  - Deutschsprachige Ausgabe: Die Hexe aus Novara. Roman. Piper, München/Zürich 1993, ISBN 3-492-03453-5. Aus dem Italienischen von Ragni Maria Gschwend.
- Belle lettere. Con Attilio Lolini. (= Saggi brevi; 20). Einaudi, Torino 1991.
- Leonardo. Quaderni di Barbablù, Siena 1991.
- Marco e Mattio. Einaudi, Torino 1992.
  - Deutschsprachige Ausgabe: Marco und Mattio. Die Reise eines heldenmütigen Retters der Menschheit und seines mysteriösen Weggefährten in den Wahnsinn. Roman. Blauband Verlag, Bad Soden im Taunus 2012, ISBN 978-3-9811845-5-6. Deutsch von Veronika Strehlke.
- Il cigno. Einaudi, Torino 1993.
  - Deutschsprachige Ausgabe: Der Schwan. Roman. Piper, München/Zürich 1996, ISBN 3-492-03754-2. Aus dem Italienischen von Ragni Maria Gschwend.
- 3012: l’anno del profeta. Einaudi, Torino 1995. (Science-Fiction)
- Cuore di pietra. Einaudi, Torino 1996.
- La notte del lupo. (= Romanzi e racconti; 109). Baldini Castoldi Dalai Editore, Milano 1998. (Fantasy)
- Gli italiani sono gli altri. Viaggio (in undici tappe) all’interno del carattere nazionale italiano. (= I saggi; 111).  Baldini & Castoldi, Milano 1998.
- Un infinito numero: Virgilio e Mecenate nel paese dei Rasna. Einaudi, Torino 1999 (zuletzt 2015).
- Archeologia del presente. Einaudi, Torino 2001.
- Dux. Casanova in Boemia. Einaudi, Torino 2002.
- Il mio Piemonte. Interlinea, Novara 2002. (Mit Fotografien von Carlo Pessina).
- Stella avvelenata. Einaudi, Torino 2003.
- La Chimera. Storia e fortuna del romanzo di Sebastiano Vassalli. Interlinea, Novara 2003.
- Amore lontano. Il romanzo della parola attraverso i secoli. Einaudi, Torino 2005, ISBN 88-06-17132-1.
- Terra d'acque: Novara, la pianura, il riso. Presentazione di Roberto Cicala. Interlinea, Novara 2005; illustrierte Neuausgabe 2011.
- La morte di Marx e altri racconti. Einaudi, Torino 2006.
- Il robot di Natale e altri racconti. (= Nativitas; 46). Interlinea, Novara 2006.
- Natale a Marradi. L’ultimo Natale di Dino Campana. (= Nativitas; 50). Interlinea, Novara 2007.
- L’italiano. Einaudi, Torino 2007.
- Dio, il Diavolo e la Mosca nel grande caldo dei prossimi mille anni. Einaudi, Torino 2008.
- Le due chiese. Einaudi, Torino 2010.
- Un nulla pieno di storie. Con Giovanni Tesio. Interlinea, Novara 2010.
- Comprare il sole. Einaudi, Torino 2012.
- Maestri e no. Dodici incontri tra vita e letteratura. Interlinea, Novara 2012.
- Il supermaschio. Da Alfred Jarry, con un testo di André Breton. Interlinea, Novara 2013.
- Terre selvagge. Rizzoli, Milano 2014.
- Il confine. I cento anni del Sudtirolo in Italia. Rizzoli, Milano 2015
- Io, Partenope. Romanzo. Rizzoli, Milano 2015, ISBN 978-88-17-08467-3.

Übersetzer
- Charles Perrault: La bella addormentata. De Agostini, Novara 1996.